# ブラドール (実験艇・初代)
ブラドール（英語: Bras d'Or、ペナントナンバー R-103、1962年にバデック（Baddeck）と改名）は、カナダ海軍の実験艇。名称は、アレクサンダー・グラハム・ベルとフレデリック・ウォーカー・ボールドウィンが水中翼船の開発を行ったブラドール湖に由来する。
水中翼船による対潜戦を研究していたカナダ海軍は、木製の実験艇R-100（通称マサウィッピ MASSAWIPPI）に続く新型の水中翼艇を検討していた。一方、イギリスは沿岸防備用に水中翼艇を検討しており、両国での共同研究が行われていた。これに対してサンダース・ローは100t級のR-102、50t級のR-101を提案したが採用されず、研究を目的として17tのR-103が建造されることになった。イギリスからの資金援助を得て1953年9月に発注、1957年4月に竣工し命名された。5月にメナイ海峡で進水、7月にカナダに到着した。
艇体はR-100の木製からアルミニウムの外板、骨組に変更された。6月より公試が行われたが、結果は失望的なものであった。水中翼の配置は、ベルとボールドウィンの設計を踏襲し船首両舷に各1、船尾に1を配した航空機状であったが、この配置は水中翼船には適さないことが明らかとなった。荷重の90%が船首両舷、10%が船尾の水中翼に掛かり、安定性の向上は不可能と判断された。
1959年より後継となるR-200計画が開始され、1962年に就役した際にブラドールの名称を譲り、ベルとボールドウィンを称えて開発拠点であった街の名前を採ってバデックに改称した。
1973年に退役、シアウォーター空軍基地付近に係留された後、オタワのカナダ科学技術博物館で保管されている。